# Boucles de la Seine-Saint-Denis
Les Boucles de la Seine Saint-Denis sont une ancienne course cycliste française. Intégrée à la Coupe de France, elle fut disputée une seule fois, en 1998, à l'occasion de la Coupe du monde de football.
La course, organisée par l'« Association des événements sportifs de la Coupe du monde », voit la victoire du Belge Tony Bracke,.

## Classement de la course
| \| 1. \| Tony Bracke \| Collstrop \| 3 h 57 min 56 s \| \| 2. \| Jimmy Casper \| La Française des jeux \| + 2 s \| \| 3. \| Lauri Aus \| Casino-AG2R \| + 2 s \| \| 4. \| Jo Planckaert \| Lotto-Mobistar \| + 2 s \| \| 5. \| Éric Beaune \| CC Nogent-sur-Oise \| + 2 s \| \| 6. \| Sébastien Hinault \| Gan \| + 2 s \| \| 7. \| Olivier Perraudeau \| Gan \| + 2 s \| \| 8. \| Anthony Langella \| Gan \| + 2 s \| \| 9. \| Lylian Lebreton \| BigMat-Auber 93 \| + 2 s \| \| 10. \| Claude Lamour \| Mutuelle de Seine-et-Marne \| + 2 s \| |                    |                            |                 |
| 1. | Tony Bracke        | Collstrop                  | 3 h 57 min 56 s |
| 2. | Jimmy Casper       | La Française des jeux      | + 2 s           |
| 3. | Lauri Aus          | Casino-AG2R                | + 2 s           |
| 4. | Jo Planckaert      | Lotto-Mobistar             | + 2 s           |
| 5. | Éric Beaune        | CC Nogent-sur-Oise         | + 2 s           |
| 6. | Sébastien Hinault  | Gan                        | + 2 s           |
| 7. | Olivier Perraudeau | Gan                        | + 2 s           |
| 8. | Anthony Langella   | Gan                        | + 2 s           |
| 9. | Lylian Lebreton    | BigMat-Auber 93            | + 2 s           |
| 10. | Claude Lamour      | Mutuelle de Seine-et-Marne | + 2 s           |